# 友達より大事な人
「友達より大事な人」（ともだちよりだいじなひと）は、剛力彩芽の1枚目のシングル。2013年7月10日にソニー・ミュージックレコーズから発売された。初回生産限定盤（CD+DVD）、通常盤（CDのみ）の2形態で発売。

## リリースと背景
表題曲は、「友達」という言葉では言い足りない大切な人への篤い友情を、力強いビートのポップなメロディで歌っている。剛力自身はこの曲を「究極の友情ソング」「聴いた人が元気になれるような曲」と紹介している。
表題曲のミュージックビデオは、ミュージカル好きの剛力のアイデアを基に制作され、起床、登校、授業という学校生活がポップに描かれる。

## ダンスについて

プロペラダンス

得意の軽快なダンスでは、サビの部分で「プロペラダンス」（剛力が名付けた、手を回す振り付け）が披露される。校内の各所で繰り広げられるダンスでは、剛力のダンステクニックが遺憾無く発揮されており、バックダンサーも剛力を「スキルが尋常じゃない」と高く評価している。ミュージックビデオは2013年6月14日に YouTube で公開され、再生回数は数日で100万回を超えて、コメント欄も賛否入り乱れて賑わった。12月11日時点で再生回数は約1,200万回に達し、2013年の日本国内動画の再生回数で5位となった。
また、峯岸みなみ（AKB48）が『めちゃ×2イケてるッ!』で、指原莉乃が「剛力彩芽に似ている」と発し、岡村隆史から指摘されたことがきっかけでものまねを始め、「AKB紅白対抗歌合戦」では、剛力本人を担当するバックダンサーを連れて披露した（峯岸本人は、あるテレビ番組で披露したら「反響が大きかった」と語っていた）。
C/W の「Girls' Talkin'」は可愛らしいリズム感のある曲、「Shining Star」はデジポップ風の曲となっている。

## 収録曲
1. 友達より大事な人
作詞：いしわたり淳治、作曲・編曲：Ryosuke"Dr.R"Sakai
山崎製パン『ランチパック』CMソング
2. Girls'　Talkin' 
作詞：Amon Hayashi、作曲・編曲：Mitsu.J
3. Shining Star
作詞：長内映里、作曲・編曲：渡部陽介

DVD
1. Off Shot Movie
2. Let's Dance! - ダンスの練習用ビデオ[10]